# Saltimbanco
Saltimbanco est un spectacle de tournée du Cirque du Soleil mis en scène par Franco Dragone et dont la première a eu lieu à Montréal le 23 avril 1992 et la dernière le 30 décembre 2012 à Montréal. C'est la sixième production de la compagnie, ce qui lui a permis d'acquérir une renommée artistique internationale. Le spectacle a été présenté sous grand chapiteau pendant 14 ans dans 75 villes sur 5 continents, totalisant plus de 4 000 représentations devant plus de 9,5 millions de spectateurs.[source secondaire souhaitée]
Après un premier tomber de rideau annoncé à Rio de Janeiro le 10 décembre 2006 par Daniel Lamarre, le Cirque du Soleil a créé la surprise en annonçant en mars 2007 le retour du spectacle dans une nouvelle formule conçue pour les arénas nord-américaines. Saltimbanco a finalement repris la route le 31 juillet 2007 à London (Ontario, Canada).

## Tournées
Cette section ne s'appuie pas, ou pas assez, sur des sources secondaires ou tertiaires indépendantes du sujet. Le texte peut contenir des analyses inexactes ou inédites de sources primaires.
Pour l'améliorer, ajoutez-en, ou placez des modèles {{Source secondaire souhaitée}} ou {{Source secondaire nécessaire}} sur les passages mal sourcés. (octobre 2022)
- Tournée Nord-Américaine (Canada et États-Unis) : 1992 - 1993 ;
- Tournée Japonaise : 1994 ;
- Tournée Européenne 1 : 1995 - 1997 ;
- Tombé de rideau à Londres le 1er février 1997 ;
- Tournée Asie-Pacifique (remise en route du spectacle) : 1999 - 2001 ;
- Tournée Européenne 2 : 2002 - 2005 ;
- Tournée Sud - Américaine : 2005 - 2006 ;
- Tombé de rideau de la version « Chapiteau » à Rio de Janeiro le 10 décembre 2006 ;
- Tournée Nord-Américaine 2 (arenas) : 2007 - 2009 ;
- Tournée Européenne 3 (arenas) : 2009 - 2012
- Tournée Africaine (Casablanca, Maroc) : Avril 2012.
- Tournée au Moyen-Orient (Liban, Dubai) : Mai 2012.